# Linn Ehrner
Linn Karin Ehrner, född 14 september 1993 i Danderyd, är en svensk röstskådespelerska, poddare och skådespelerska. Ehrner är dotter till skådespelaren Magnus Ehrner.
Ehrner drev podcasten Röstskådespelarna tillsammans med Christian Hedlund under 2021 och 2023.

## Filmografi
Källor: 
| År   | Titel                                | Roll                                           | Notering        |
| ---- | ------------------------------------ | ---------------------------------------------- | --------------- |
| 2014 | Piratöarna                           | Linn                                           | TV-serie (Röst) |
| 2014 | Mitt livs värsta år - igen           | Madde                                          | TV-serie (Röst) |
| 2014 | Stand by Me Doraemon                 | Övriga röster                                  | Film (Röst)     |
| 2014 | Svampbob: Svamp på Rymmen            | Page                                           | Film (Röst)     |
| 2016 | Your Name                            | Övriga röster                                  | Film (Röst)     |
| 2017 | Bigfoot Junior                       | Tina                                           | Film (Röst)     |
| 2017 | Den Magiska Cirkusen                 | Övriga röster                                  | Film (Röst)     |
| 2017 | Gnom-Patrullen                       | Chloe                                          | Film (Röst)     |
| 2018 | Harvey-tjejerna för alltid!          | Felicia, Irona, Rosetta                        | TV-serie (Röst) |
| 2018 | The A List                           | Amber                                          | TV-serie (Röst) |
| 2018 | She-Ra och prinsessrebellerna        | Adora/She-Ra                                   | TV-Serie (Röst) |
| 2019 | DC Super Hero Girls                  | Lois Lane, Pam Isley, Våfflan                  | TV-serie (Röst) |
| 2019 | Livet enligt archibald               | Loy, Murph                                     | TV-serie (Röst) |
| 2019 | Tolv för evigt                       | Snälla rara, Pannkakor, Darla, Kendra, Deppiré | TV-serie (Röst) |
| 2020 | Glitch techs                         | Miko                                           | TV-serie (Röst) |
| 2020 | Ashley Garcia: kärlek och ekvationer | Ashley                                         | TV-serie (Röst) |
| 2020 | Känn Rytmen                          | Övriga röster                                  | Film (Röst)     |
| 2020 | Roald Dahls Häxor                    | Daisy-mary                                     | Film (Röst)     |
| 2020 | Secret Society of Second-Born Royals | Roxana                                         | Film (Röst)     |
| 2020 | The Mare                             | The mare                                       | Film            |
| 2021 | He's All That                        | Quinn                                          | Film (Röst)     |
| 2021 | Rymdhundarna                         | Nomi, Kelly                                    | TV-serie (Röst) |
| 2021 | Star Wars: Visions                   | AM                                             | TV-serie (Röst) |
| 2022 | Sonic Prime                          | Amy, Rusty Rose, Thorn Rose, Black Rose        | TV-serie (Röst) |
| 2022 | Baby Bossen - Ingen liten comeback   | Melissa, Arbetsbabyn Aoife                     | TV-serie (Röst) |
| 2022 | Bee och puppycat                     | Cas                                            | TV-serie (Röst) |
| 2022 | Big Nate                             | Övriga röster                                  | TV-serie (Röst) |
| 2022 | Sneakerella                          | Gala-konferencier                              | Film (Röst)     |
| 2023 | True Spirit                          | Övriga röster                                  | Film (Röst)     |
| 2023 | Kitti Katz                           | Övriga röster                                  | TV-serie (Röst) |